# Mieruniszki
Mieruniszki (dawniej niem. Mierunsken, 1938-1945 Merunen) – wieś sołecka w Polsce położona w województwie podlaskim, w powiecie suwalskim, w gminie Filipów. Leży nad jeziorem Mieruńskie Wielkie.
Do 1954 roku istniała gmina Mieruniszki. W latach 1975–1998 miejscowość administracyjnie należała do województwa suwalskiego.

## Historia
Mieruniszki to najstarsza miejscowość w dawnym powiecie oleckim. Nazwa Mieruniszek wywodzi się od zamieszkałej tu niegdyś ludności jaćwieskiej. Położona w państwie zakonnym wieś wymieniana była w traktacie pokojowym (tzw. mełneńskim) między Krzyżakami a Jagiełłą z 1422 roku, który wyznaczył granicę krzyżacko-litewską 1 km na wschód od wsi. Granica ta, mimo zmieniających się organizmów państwowych po jej obu stronach, utrzymała się aż do 1945 r.
W 1537 r., wkrótce po utworzeniu świeckiej państwowości Prus Książęcych, lokowano tu na 10 włókach wieś czynszową. Kasper von Aulack, starosta książęcy, sprzedał w tym celu ziemię braciom z Turowa w starostwie straduńskim - Janowi, Augustynowi, Wojtkowi i Jakubowi Pietraszewiczom. Była to największa lokacja wiejska w ówczesnym starostwie oleckim. Transakcję potwierdził 11 października 1541 roku książę Albrecht.
Ewangelicką parafię i szkołę parafialną założono prawdopodobnie równocześnie z powstaniem wsi. Potwierdza to istnienie wcześniejszego osadnictwa.
W XVII i XVIII wieku Mieruniszki były w posiadaniu Ciesielskich i Dzięgielów (polska szlachta). Dzięki przygranicznemu położeniu z Suwalszczyzną miejscowość rozwijała się pod względem gospodarczym. W 1860 r. był w Mieruniszkach urząd pocztowy oraz komora celna. W 1871 r. wieś wraz z państwem pruskim weszła w skład Niemiec. W 1911 r. oddana została do użytku kolej wąskotorowa, łącząca Mieruniszki z Oleckiem.
W 1938 podczas tzw. chrztów hitlerowskich ówczesna niemiecka administracja nazistowska zmieniła historyczną nazwę pochodzenia jaćwieskiego Mierunsken na Merunen.
W 1945 r. zniszczona w wyniku walk radziecko-niemieckich miejscowość włączona została do Polski. Linia kolei wąskotorowej uległa rozebraniu.

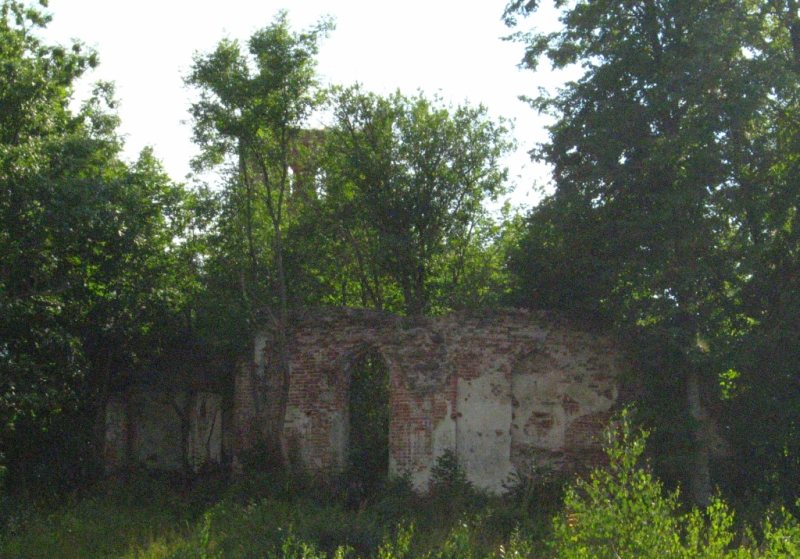
Ruiny Kościoła w Mieruniszkach

## Obiekty zabytkowe
- Ruiny gotycko-renesansowego kościoła ewangelickiego z lat 1695–1710, spalonego w 1945,nr rej.:391 z 18.03.1983
- cmentarz ewangelicki, w pn.-wsch. części wsi, nr rej.:775 z 14.03.1990
- park dworski, XIX-XX, nr rej.:607 z 14.11.1988
- cmentarz ewangelicki, 300 m. na pd.-wsch. od ruin kościoła, nr rej.:776 z 14.03.1990[10].
- Plebania tzw. Pastorówka z XIX w. (dwór murowany)